# Jean Lucas (piłkarz)
Jean Lucas de Souza Oliveira (ur. 22 czerwca 1998 w Rio de Janeiro) – brazylijski piłkarz występujący na pozycji pomocnika we francuskim klubie AS Monaco. Wychowanek Bonsucesso, w trakcie swojej kariery grał także w takich zespołach, jak Flamengo, Santos, Olympique Lyon oraz Brest.